# ناو گوریتزیا
ناو گوریتزیا (به انگلیسی: Italian cruiser Gorizia) یک کشتی بود که طول آن ۱۸۲٫۸ متر (۵۹۹ فوت ۹ اینچ) بود. این کشتی در سال ۱۹۳۰ ساخته شد.